# Reino Lombardo-Vêneto
O Reino Lombardo-Vêneto ou Reino da Lombardia-Vêneto (em italiano: Regno Lombardo-Veneto, em alemão: Königreich Lombardo-Venetien) foi um Estado que existiu na península Itálica de 1815 a 1866. Nasceu sob o controle do Império Austríaco, durante a restauração que seguiu-se ao período napoleônico. Oficialmente foi instituído em 9 de junho de 1815 no Congresso de Viena, com Francisco I da Áustria que se tornou Francisco I, Rei da Lombardia-Vêneto. Francisco I reinou no período de 1815 a 1835 e foi sucedido por seu filho, Fernando I da Áustria, reinando de 1835 a 1848, Fernando I foi o único a ser coroado, tendo ocorrido na Catedral de Milão em 6 de setembro de 1838. Em 1866, o Reino Lombardo-Vêneto foi anexado pelo Reino da Sardenha que passou a denominar-se Reino de Itália.

## A invenção do “Reino Lombardo-Vêneto”
O Império Austríaco podia governar diretamente os territórios  italianos que lhe pertenciam de longa data (Trento, Trieste, Gorizia, Fiume), aos quais se junta a Dalmácia e a Ístria veneziana. Mas não o antigo Ducado de Milão (Milão, Como, Pavia, Cremona – acrescido da Valtellina) nem, com maior razão, a antiga República de Veneza: lá a anexação ao Estado austríaco era legitimado unicamente pelo acordo das potências vencedoras no Congresso de Viena, ou, como sintetizou Francisco I da Áustria, em 7 de maio de 1814, aos embaixadores milaneses do comitê de regência: “vocês me pertencem por direito de cessão e por direito de conquista”.  Tinham, portanto, Milão e Veneza direito, por antiga tradição, a gozarem de governos autônomos (ainda que, no caso de Milão, sob soberano estrangeiro).  
Havia, portanto, a necessidade de reorganizar tais territórios em uma entidade administrativa aparentemente autônoma, ainda que unida à Áustria na pessoa do soberano. A solução escolhida foi a criação de um único reino com duas capitais e um governo, ao qual se deu o nome de Reino Lombardo-Vêneto ou Reino Lombardo-Veneziano.  
Os austríacos (ou seus aliados) não desejavam conservar o nome Reino de Itália, escolhido por seu inimigo Napoleão Bonaparte. Por outro lado, Milão e Veneza não estiveram mais unidos sob uma única coroa desde a queda do Reino Lombardo e não existia um termo para definir unitariamente as duas regiões. A difícil pronúncia sinalizava bem a artificialidade da nova criação administrativa.

## A revolução de 1848
Em 22 de março de 1848 ao término das cinco jornadas de Milão, os austríacos foram expulsos de Milão e foi proclamado o Governo Provisório da Lombardia. Em 23 de março de 1848, em seguida à sublevação antiaustríaca, também em Veneza foi proclamado o Governo Provisório de Veneza. Em 6 de agosto de 1848, depois da vitória austríaca sobre as tropas do Reino da Sardenha na Batalha de Custoza de 23 a 25 de julho, Milão foi reocupada e o governo provisório da Lombardia foi dissolvido. Em 24 de agosto de 1849 Veneza se rendeu aos austríacos e foi dissolvido o governo provisório de Veneza.

## A anexação ao Reino de Itália
O Reino Lombardo-Vêneto foi então entregue a Francisco José I da Áustria até a anexação do Vêneto ao Reino de Itália em 1866 (a Lombardia já havia sido anexada durante a Segunda Guerra de Independência Italiana em 1859).

## Trentino-Tirol Meridional e  Friul-Veneza Júlia
Os territórios de Trentino-Alto Ádige/Südtirol e do Friul-Veneza Júlia não eram parte do Reino Lombardo-Vêneto, mas do Império Austríaco. Com maioria da população de língua italiana (exceto no Tirol Meridional, onde a maioria era de língua alemã), e situados ao sul das encostas alpinas, eram considerados parte da assim chamada Itália irredenta.
Quando, em 1867 o Império Austríaco transformou-se no Império Austro-Húngaro todas as terras irredentas ficaram na Áustria, com a exceção de Fiume, pertencente ao Reino da Hungria.